# 7549 Woodard
7549 Woodard è un asteroide della fascia principale. Scoperto nel 1980, presenta un'orbita caratterizzata da un semiasse maggiore pari a 3,0002337 UA e da un'eccentricità di 0,0935882, inclinata di 9,69174° rispetto all'eclittica.